# ضفدع المطر
ضفدع المطر أو ضفدع قصير الرأس (الاسم العلمي: Breviceps)، وهو جنس من فصيلة ضفادع المطر (Brevicipitidae). تتواجد في المناطق القاحلة في شرق وجنوب أفريقيا.